# ボンビーノ・ビアンコ
ボンビーノ・ビアンコ (Bombino bianco) は、イタリアのワイン用白ブドウ品種であり、おもにイタリアのアドリア海沿岸部、とりわけプーリア州で盛んに栽培されている。このブドウは収量が高い傾向があり、個性の薄いワインを生み出すことが多い。イタリア各地に多くの別名があり、そのなかにはデビット (Debit) やパガデビット (Pagadebit) といったものがあるが、これらはこのブドウが多産で安定しているため、ブドウ園の所有者が毎年の収穫期に必ず借金 (debito) を返済 (paga) できるという評判に由来する。
このブドウの正確な起源は分かっておらず、ワインにかんする初期の文献では、スペインから来たのではないかと推測されていた。現在ほとんどのブドウ品種学者は、このブドウはイタリア南部の土着品種であると考えており、プッリヤがその原産地としてもっとも可能性が高いと思われる。20世紀にDNA型鑑定によって明らかになったのは、ボンビーノ・ビアンコとボンビーノ・ネロは近い類縁関係にあるものの、果皮色の突然変異 (枝変わり) ではなく、それぞれ別個の品種であるということであった。ボンビーノ・ビアンコはトレッビアーノ・トスカーノ (ユニ・ブランの名でも知られる) と共通する別名を多数もつが、両品種に類縁関係はない。また、DNA型を調べた結果、ボンビーノ・ビアンコはプーリア州オストゥーニ DOC (Ostuni DOC) のインピーニョ種 (Impigno) および同州の地場品種であるモスカテッロ・セルヴァティコ (Moscatello Selvatico) の親種である可能性があることも判明した。
アブルッツォ州のワイン生産地域では、ボンビーノ・ビアンコは長年トレッビアーノ・ダブルッツォ (Trebbiano d'Abruzzo) (正式名称トレッビアーノ・アブルッツェーゼ (Trebbiano Abruzzese) ) との関連が指摘されていたが、近年になってブドウ品種学者たちは両品種が同一種なのではないかと疑い始めている。1994年以降、デノミナツィオーネ・ディ・オリージネ・コントロッラータ (D.O.C.) では、トレッビアーノ・ダブルッツォDOCの白ワインのブレンド用に使用が認められたブドウ品種として、両ブドウ品種が別個の品種として挙げられている。欧州連合では、ボンビーノ・ビアンコは大量消費用のテーブルワインやヴェルモットのほか、レーズンの生産にも使用することが認められている。また、ドイツには安価なスパークリングワイン (ゼクト) のブレンド用品種として輸出されている。

## 歴史

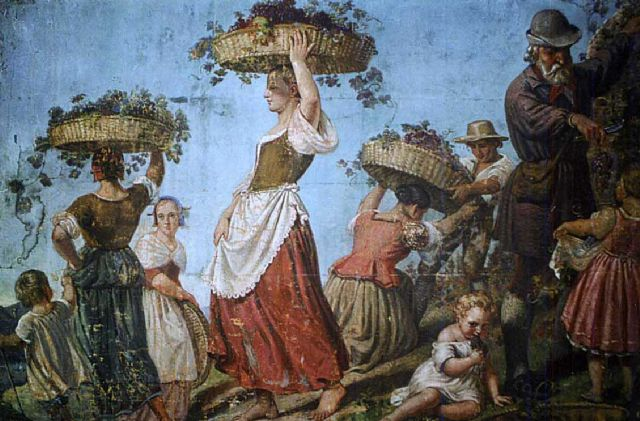
デビット (Debit) やパガデビット (Pagadebit) といったボンビーノ・ビアンコの別名は、生産者が毎回の収穫期に必ず「借金 (debito) を返済する (paga) 」ことができるほど、このブドウが悪天候に強く多産であるという評判に由来する。

「ボンビーノ (Bombino) 」という名称はイタリア語で「小さな爆弾 (bomb) 」を意味し、ブドウ品種学者たちはこの名称がボンビーノ・ビアンコの丸い形をした果房に由来すると考えている。かつて一部のワイン専門家の著述において、このブドウの起源がスペインであるという推測がみられたが、現在その説はほとんどのブドウ品種学者によっておおむね度外視されており、ボンビーノ・ビアンコはイタリアの土着品種でプーリア州の原産である可能性が高いと考えられている。
ボンビーノ・ビアンコはイタリアの複数のワイン生産地域で長年栽培されてきたため、多種多様な別名が数多く存在する。エミリア＝ロマーニャ州では、栽培者が「借金を返済する」のに使えるほど安定して収穫が見込めるという評判から、このブドウはパガデビット (Pagadebit) の名で知られていた。ラツィオ州では、ボンビーノ・ビアンコがオットネーゼ (Ottonese) の名で知られていたが、21世紀初頭にDNA型鑑定によって同一品種であると確認されるまでは、両者はまったく別個の品種であると考えられていた。

## ブドウ栽培
ボンビーの・ビアンコは晩熟タイプの品種であり、もっとも際立った特徴として、このブドウ樹の産出できる収量が非常に高いことが挙げられる。また、うどんこ病やべと病、灰色かび病などブドウ栽培におけるたいがいの病害に対してしっかりとした耐性があり、比較的栽培しやすいブドウでもある。

## 他品種との関係

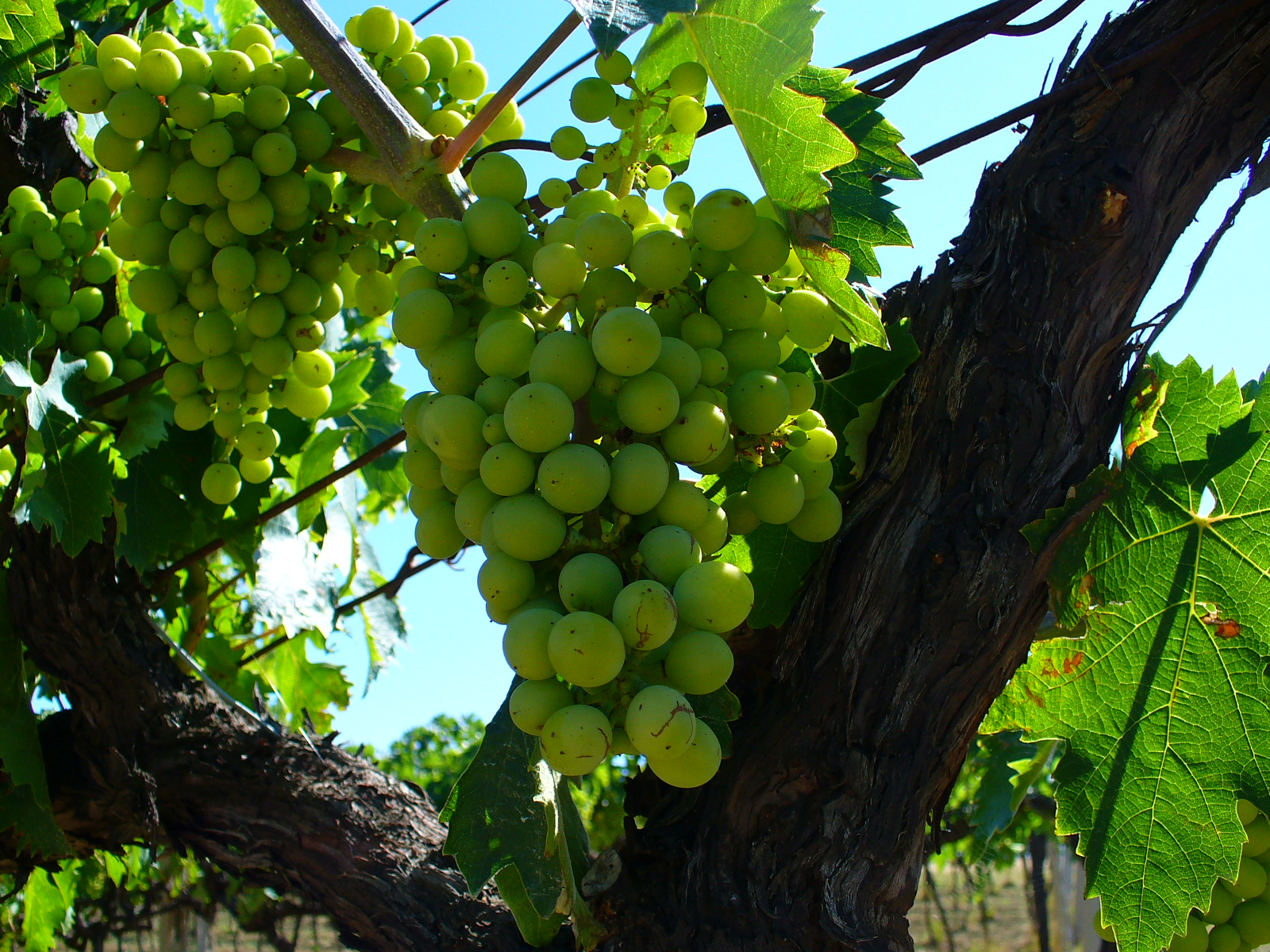
ボンビーノ・ビアンコとトレッビアーノ・ダブルッツォ (写真) との正確な関係ははっきりとしていないが、トレッビアーノ・ダブルッツォ DOCのワインには両品種とも使用が認められている。

長年のあいだボンビーノ・ビアンコとボンビーノ・ネロの関係は、ピノ・ノワールとピノ・ブラン、あるいはグルナッシュとグルナッシュ・ブランと同じように、同一品種における果皮色の突然変異であると考えられていた。しかし21世紀初頭にDNA型を分析した結果、この2品種はおそらく非常に近い類縁関係 (兄弟もしくは親子のいずれか) にあるものの、別個のブドウ品種であることが判明した。
同様に、ボンビーノ・ビアンコはアブルッツォ州各地で栽培されているブドウのトレッビアーノ・アブルッツェーゼと同一種であると長らく考えられていた (現地では両品種ともトレッビアーノ・ダブルッツォの別名をもつ) が、DNA型鑑定でも (トスカーナ州やコニャックの品種であるトレッビアーノ (ユニ・ブラン) とは類縁関係になかったという以外に) 両者の関係は確定しなかった。その一方で1994年以降、イタリア政府公式のブドウ品種登録およびトレッビアーノ・ダブルッツォDOCの規定において両品種は別々の品種として扱われている。
さらにDNA型鑑定によって確認されたのは、ボンビーノ・ビアンコは共通の別名をいくつかもつマルケ州の品種ヴェルディッキオとは類縁関係にないが、ラツィオ州で長年栽培されてきたオットネーゼ種とは同一種であるという点である。また、DNA型鑑定からブドウ品種学者たちは、ボンビーノ・ビアンコがプーリア州の品種であるインピーニョおよびモスカテッロ・セルヴァティコのおそらく親種にあたることも発見した。

## ワイン生産地域

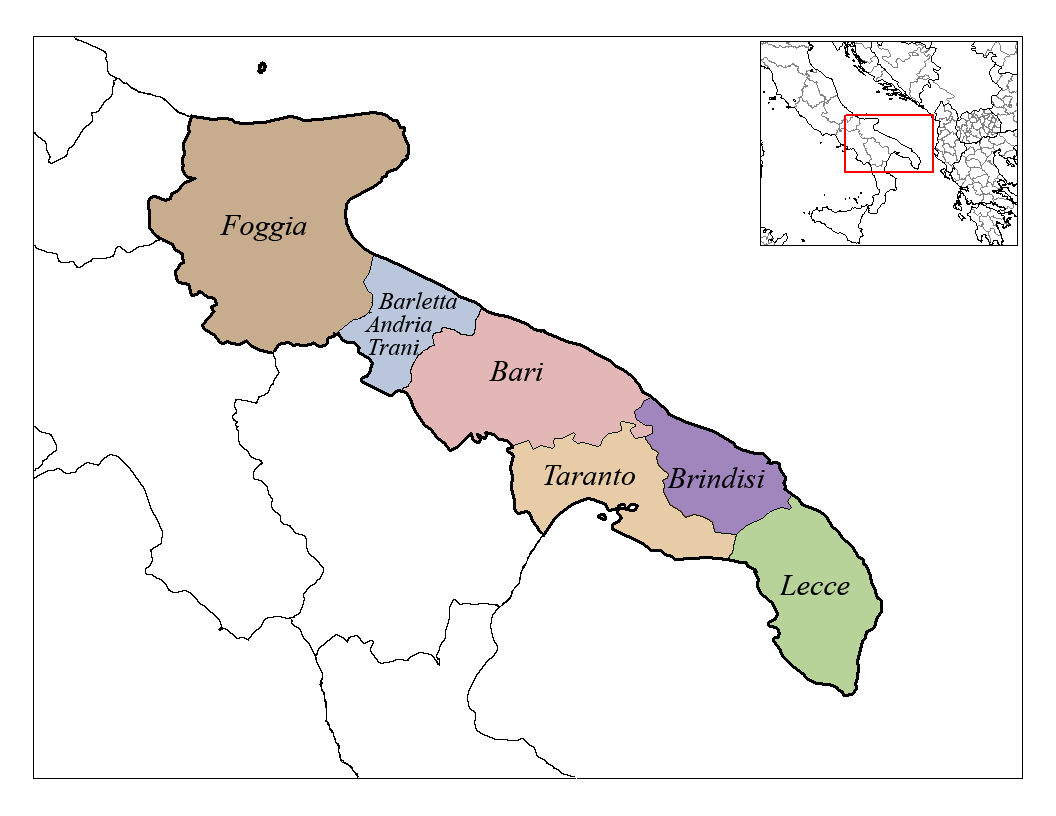
ボンビーノ・ビアンコはプーリア州、とくにバーリ県、レッチェ県、フォッジャ県でもっとも栽培が盛んである。

2000年の時点で、ボンビーノ・ビアンコの栽培面積はイタリアにおいて3000ヘクタール近くあり、その大部分はイタリア南部、とくにバーリ県、レッチェ県、フォッジャ県に集中していた。プーリア州以外では、このブドウはマルケ州、モリーゼ州、ラツィオ州でみられ、ラツィオ州 (とくにフロジノーネ県) ではオットネーゼの名で知られているほか、エミリア＝ロマーニャ州では、D.O.C.認定ワインであるパガデビット・ディ・ロマーニャ (Pagadebit di Romagna DOC) の主体品種となっている。アブルッツォ州では、ボンビーノ・ビアンコはトレッビアーノ・ダブルッツォと歴史的に関係が深く、後者の名を冠するD.O.C.認定の白ワインに入れられていることが多い。
かつてボンビーノ・ビアンコは、モリーゼ州のビフェルノ DOCやペントロ・ディ・イセルニア DOC、ラツィオ州のチェルヴェテーリ DOC (Cerveteri DOC) やチェザネーゼ・ディ・オレヴァーノ・ロマーノ DOC (Cesanese di Olevano Romano DOC) およびジェナッツァーノ DOC (Genazzano DOC) 、プーリア州のグラヴィーナ DOC (Gravina DOC) やレヴェラーノ DOC (Leverano DOC) およびロコロトンド DOCにおいて使用が認められていたが、2019年時点のD.O.C.規定では指定から外されているか直接の言及がなくなっている (その多くは「その他の地元産白ブドウ」の枠に移された可能性が高い) 。
イタリアの国外では、ボンビーノ・ビアンコは欧州連合の他の加盟国に輸出されることが多く、大量生産のテーブルワイン用にブレンドされることがある。同じようにドイツに輸出されたものは、安価なスパークリングワイン (ゼクト) の生産に使用され、モリオ・ムスカートとブレンドされることが多い。

### D.O.C.認定地域および規定

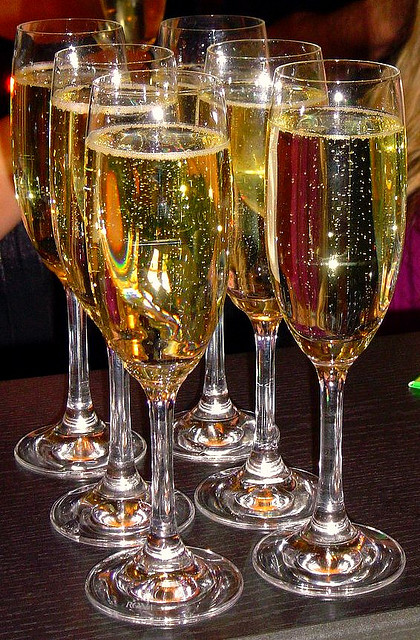
ボンビーノ・ビアンコは非発泡、微発泡、発泡いずれのタイプのワインにも用いられることがある。ドイツに輸出されて安価な発泡ワイン、ゼクトに使われることが多い。

#### エミリア＝ロマーニャ州
- コッリ・ロマーニャ・チェントラーレ DOC (Colli Romagna Centrale DOC) - ビアンコ (白ワイン) の場合、シャルドネを50-60%使用しなければならず、残りの40-50%にはボンビーノ・ビアンコ、ソーヴィニヨン・ブラン、ピノ・ブラン、トレッビアーノを使用することが認められている。このD.O.C.認定ワイン用のブドウは、収穫量が1ヘクタールあたり最大9.5トンに制限されており、ワインのアルコール度数は11%以上となっている[9][10]。
- ロマーニャ DOC (Romagna DOC) - パガデビット (ボンビーノ・ビアンコの現地名) のセパージュワインの場合、使用するブドウの比率はボンビーノ・ビアンコが85%以上でなければならない。収穫量の制限はやや高めの1ヘクタールあたり最大14トンとなっており、アルコール度数は11.5%以上となっている。中甘口のアマービレ、微発泡タイプのフリッツァンテ (およびアマービレのフリッツァンテ) もあるが、使用比率・収穫量・アルコール度数の規定内容は同じ。なお、同DOCの下位区分地区であるベルティノーロ (Bertinoro) の表記があるものは、アルコール度数が12%以上になる[11]。

#### アブルッツォ州
アブルッツォ州のワイン生産地域では、ボンビーノ・ビアンコは (誤認識に基づいて) トレッビアーノ・ダブルッツォの名でも知られており、下記以外のD.O.C.認定地域でも前者が後者の名で栽培されている可能性がある。
- トレッビアーノ・ダブルッツォ DOC (Trebbiano d'Abruzzo DOC) - アブルッツォ州のワイン生産地域のほぼ全体にまたがる。このD.O.C.では、ボンビーノ・ビアンコ、トレッビアーノ・アブルッツェーゼ、トレッビアーノ・トスカーノ (かつて「トレッビアーノ・ダブルッツォ」と同一種であると考えられていた) が単独もしくは混醸で85%以上を占める。その他のアロマティックではない地元産の白ブドウ品種は最大15%まで使用することが認められている。通常の白ワインとスペリオーレ、リゼルヴァの3タイプがあり、ブドウの収穫量制限は1ヘクタールあたりそれぞれ最大14トン、13トン、12トンとなっているほか、最低アルコール度数はそれぞれ11.5%、12%、12.5%、熟成期間はそれぞれ2か月以上、4か月以上、18か月以上とされている[12]。この規定に従うと、単一品種の名称を冠したD.O.C.でありながら、トレッビアーノ以外の品種が主体になる可能性がある。というのも長年ボンビーノ・ビアンコとトレッビアーノ・アブルッツェーゼは (類縁関係があるにせよ無いにせよ) 、頻繁に間違えられたり、互換できるものと考えられたりしてきたからである。アブルッツォ州ではトレッビアーノの栽培面積が9000ヘクタール以上あるのに対し、ボンビーノ・ビアンコと正式に申告されたものは12ヘクタールしかない。D.O.C.規定はこうした事情を考慮したものとなっているのである[13]。

#### モリーゼ州
2019年の時点で、モリーゼ州には白ワイン銘柄の登録されているD.O.C.認定地域が3つ存在するが、使用ブドウ品種名にボンビーノ・ビアンコを明記したものはない。ただしそれは近年のD.O.C.規定の改定によって直接の言及がなくなったためであり、実質的には (マルヴァジーアと並んで) 「その他の地元産白ブドウ」に含まれている。
- ビフェルノ DOC (Biferno DOC) (2011年改定前) - ビアンコ (白ワイン) の場合、トレッビアーノ・トスカーノを60-70%使用し、ボンビーノ・ビアンコは25-30%、マルヴァジーアは5-10%使用することが認められていた[14][15]。
- ペントロ・ディ・イセルニア DOC (Pentro di Isernia DOC) (2104年改定前) - ビアンコ (白ワイン) の場合、トレッビアーノ・トスカーノを60-70%使用し、ボンビーノ・ビアンコは30-40%を占めていた (その他の地元産白ブドウ品種は最大10%まで使用可能) [8][16]。

#### ラツィオ州
- ビアンコ・カペーナ DOC (Bianco Capena DOC) - ローマ市の北30kmに位置する。通常の白ワインとスペリオーレの2タイプがあるが、ボンビーノ・ビアンコは主体品種ではない。トレッビアーノ・トスカーノおよびトレッビアーノ・ジャッロは25%以上が必要とされ、マルヴァジーア (ディ・カンディア、デル・ラツィオ、トスカーナ3種のうち単独もしくは複数) は最大55%まで使用が認められている。ボンビーノ・ビアンコおよびベッローネ（英語版）は最大20%まで使用できる。ボンビーノ・ビアンコの1ヘクタールあたりの収穫量は最大16トンとなっており、ワインのアルコール度数は11%以上 (スペリオーレは12%以上) である。甘味度は辛口のアッシュット (Asciutto) から薄甘口のアッボカート (Abboccato) までさまざまである[17][18]

- フラスカティ DOC (Frascati DOC) - ローマ市の南東側の近郊に位置する。ビアンコ (白ワイン) と発泡性のスプマンテの2種類があり、いずれの場合もマルヴァジーア・ディ・カンディアとマルヴァジーア・デル・ラツィオを単独もしくは両方合わせて70%以上使用しなければならない。ボンビーノ・ビアンコはグレコ、ベッローネ、 トレッビアーノ・トスカーノ、トレッビアーノ・ジャッロと並んで最大30%まで使用が認められている。その他の地元産白ブドウ品種は最大10%まで使用できる。このD.O.C.に指定された地区は、カンネッリーノ・ディ・フラスカティ (Cannellino di Frascati) とフラスカティ・スペリオーレ (Frascati Superiore) の2つのD.O.C.G.認定地区と重複する。収穫量制限や最低アルコール度数などの基準はより厳しくなっているが、使用するブドウの比率はほぼ同じである (ただしその他のブドウ品種は最大15%まで使用できる) [19]。

- マリーノ DOC (Marino DOC) - ローマの東、火山性土壌の丘陵地に位置する[8]。DOCワインの場合、主体品種はマルヴァジーア・ディ・カンディアおよびマルヴァジーア・デル・ラツィオであり、ワインの50%以上に使用しなければならない。ボンビーノ・ビアンコは、ベッローネ、グレコ、トレッビアーノ (トスカーノおよびジャッロ) と並んで最大30%まで使用が認められている。その他の地元産白ブドウ品種は最大15%まで使用できる。甘味度は辛口のセッコから甘口のドルチェまであり、スペリオーレやクラッシコなどの上位クラス、発泡および微発泡タイプ、遅摘の甘口であるヴェンデミア・タルディヴァや陰干しの甘口であるパッシートなど、非常に種類が多い。ボンビーノ・ビアンコのセパージュワインも存在し、その場合比率はボンビーノ・ビアンコを85%以上使用しなければならない[20]。

#### プーリア州

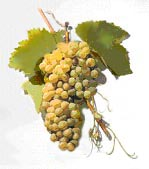
ボンビーノ・ビアンコはマルヴァジーア (図) とブレンドされることが多い。

- カッチェ・ンミッテ・ディ・ルチェーラ DOC (Cacc'e mmitte di Lucera DOC) - 州北部のフォッジャ県に位置する。D.O.C.に認定されているのは赤ワインのみだが、ボンビーノ・ビアンコなどの白ブドウも使用されている。使用するブドウ品種の比率は、主体となるウーヴァ・ディ・トロイア（英語版） (現地名スマレッロ) が35-60%を占めるほか、それ以外の黒ブドウ品種であるモンテプルチャーノ、サンジョヴェーゼ、マルヴァジーア・ネーラ・ディ・ブリンディジは合わせて25%-35%、白ブドウ品種のトレッビアーノ・トスカーノ、ボンビーノ・ビアンコ、マルヴァジーア・ビアンカは合わせて15-30%となっている。1ヘクタールあたりの収穫量は14トンに制限されており、アルコール度数は11.5%以上が必要である[8][21][22]。
- カステル・デル・モンテ DOC (Castel del Monte DOC) - バーリ県のコラートを中心とする。さまざまなタイプのワインを生産しているが、ボンビーノ・ビアンコが含まれうるのはビアンコ (白) およびスプマンテ (発泡) とフリッツァンテ (微発泡) である。いずれの場合も、ボンビーノ・ビアンコ、シャルドネ、パンパヌート、トレッビアーノ (トスカーノおよびジャッロ) のなかから単独もしくはブレンドで100%まで使用できる。それ以外のアロマティックでない地元産白ブドウは最大35%まで使用が認められている。ブドウ収穫量の制限はいずれも1ヘクタールあたり最大14トン、アルコール度数はビアンコが10.5%以上、スプマンテが11.5%以上、フリッツァンテが11%以上とされている。ボンビーノ・ビアンコの表記が入ったセパージュワインの場合、ブドウ品種の比率はボンビーノ・ビアンコを90%以上使用することが求められる[23]。
- マルティーナ・フランカ DOC (Martina Franca DOC) - マルティーナ・フランカ (タラント県) の北側、アルベロベッロからオストゥーニまでの地域にまたがる。ビアンコ (白) およびスプマンテ (発泡) が作られている。ブドウ品種の比率は、主体となるヴェルデーカ（英語版）が50-65%、ビアンコ・ダレッサーノが35-50%となっており、ボンビーノ・ビアンコはフィアーノ やマルヴァジーアと並んで残りの最大5%分まで使用が認められている[8][24]。隣接するロコロトンド DOC (Locorotondo DOC) も使用するブドウ品種が似通っているが、現在のロコロトンド DOCの規定ではボンビーノ・ビアンコへの直接の言及はない[25]。
- サン・セヴェロ DOC (San Severo DOC) - フォッジャ県のサン・セヴェロを中心とし、2000ヘクタールを擁する[8]。ビアンコ(白ワイン) とスプマンテ (発泡タイプ) の場合、ボンビーノ・ビアンコは使用ブドウ品種の40-60%を占める。他の40-60%はトレッビアーノ・トスカーノが占め、その他の地元産白ブドウは最大15%まで使用が認められている。アルコール度数はいずれも11%以上とされている。このほかにもボンビーノ・ビアンコの表記が入ったセパージュワインが存在し、ビアンコ、スプマンテ、フリッツァンテの3種類がある。いずれもボンビーノ・ビアンコを85%以上使用することが求められる[26]。

## ワインの特徴
マスター・オブ・ワインのジャンシス・ロビンソンによると、ボンビーノ・ビアンコは比較的個性の薄いワインになりやすく、あまりアロマ豊かとはいえないが、柑橘類やハーブの香りがすることがあり、例外的にミネラル感が出ているような例もあるという。 ボンビーノ・ビアンコはセパージュワインにすることもできるが、ブレンド用の品種として使用されることがもっとも多く、赤白どちらのワインにも用いられ、ワインの甘味度の幅も広い。スティルワイン (非発泡性のワイン) だけでなく、D.O.C.によってはこのブドウから微発泡性のフリッツァンテや発泡性のスプマンテタイプのワインも生産している。

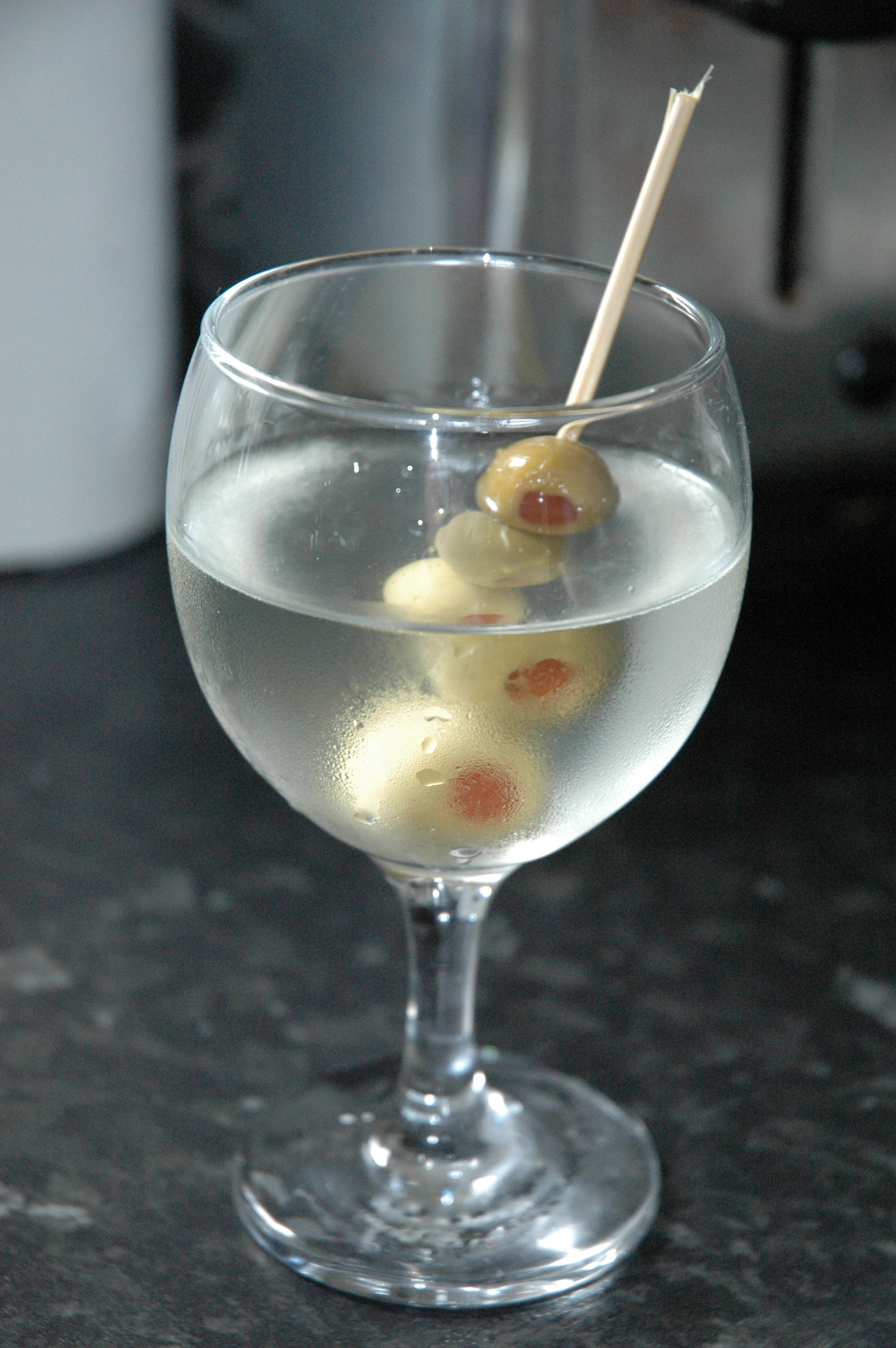
ワイン醸造に用いる以外にも、ボンビーノ・ビアンコはレーズンにされたり、マティーニなどに入っているヴェルモットの生産に使用されたりする。

ワイン専門家のジョー・バスティアニッチとデイヴィッド・リンチによると、ボンビーノ・ビアンコは、ときに野に咲く花やリンゴを思わせる柔らかな果実味をもったライトボディのワインを生み出す傾向にあるという。イタリアワイン専門家のヴィクター・ハザン (イタリア料理研究家マルチェラ・ハザンの夫) は、ボンビーノ・ビアンコの使用比率が高いトレッビアーノ・ダブルッツォ DOCなどのブレンドワインの場合、トレッビアーノ・トスカーノの比率が高いワインと比べて果実味が穏やかになる傾向にある、と記している。
ワイン生産用に加えて、ボンビーノ・ビアンコはレーズンやヴェルモット作りにも使用されている。

## 別名
長年、ボンビーノ・ビアンコは以下のような数多くの別名で知られている。
アボンダンテ (Abondante) 、バンビーノ (Bambino) 、バンビーノ・ペローゾ・ジェンティーレ (Bambino Peloso Gentile) 、バッミーノ (Bammino) 、Banjac, Bilana, ボッビーノ (Bobbino) 、ボッミーノ (Bommino) 、ボンヴィーノ (Bonvino) 、ボンヴィーノ・ビアンコ (Bonvino bianco) 、ブオン・ヴィーノ (Buon Vino) 、ブオンヴィーノ・ビアンコ (Buonvino bianco) 、ブッタ・パルメント (Butta Palmento) 、ブッタ・ペッツェンテ (Butta Pezzente) 、Buttspezzante, Calatammurro, Calpolese, カンブレーゼ (Camblese) 、カンパニーレ (Campanile) 、カンポレーゼ (Campolese) 、カンポレーゼ・カンプレーゼ (Campolese Camplese) 、カンポレーゼ・キウーゾ (Campolese Chiuso) 、カンポレーゼ・シンチャーロ (Campolese Scinciaro) 、カンポレーゼ・シニャート (Campolese Sciniato) 、カラパ (Carapa) 、カステッラ (Castella) 、ココッチョーラ (Cococciola) 、コーラ・タンブーロ (Cola Tamburo) 、コラタッムーロ (Colatammurro) 、デビット (Debit) 、デビット・ヴェリキ (Debit Veliki) 、ドンネー (Donnee) 、マレーゼ (Marese) 、オッテネーゼ (Ottenese) 、オットネーゼ (Ottonese) (イタリア中部、とくにラツィオ州) 、パガデビティ (Pagadebiti) (エミリア＝ロマーニャ州) 、プリザナツ (Pulizanac) 、プリィジャナツ (Puljižanac) (クロアチア) 、リボラ (Ribola) 、リポナ (Ripona) 、スカッチャデビティ (Scacciadebiti) 、スキアッチャデビティ (Schiacciadebiti) 、ストラッチャ・カンビアーレ (Straccia Cambiale) 、ストラッパ・カンビアーレ (Strappa Cambiale) 、ティヴォレーゼ・ビアンコ (Tivolese bianco) 、トレッビアーノ・アブルッツェーゼ (Trebbiano Abruzzese) 、トレッビアーノ・ビアンコ・ディ・キエーティ　(Trebbiano Bianco di Chieti) 、トレッビアーノ・カンポレーゼ (Trebbiano Campolese) 、トレッビアーノ・ダブルッツォ (Trebbiano d'Abruzzo) 、トレッビアーノ・ドーラ (Trebbiano d'Ora) 、トレッビアーノ・ドーロ (Trebbiano d'Oro) 、トレッビアーノ・ディ・アブルッツォ (Trebbiano di Abruzzo) 、トレッビアーノ・ディ・アヴェッツァーノ (Trebbiano di Avezzano) 、トレッビアーノ・ディ・マチェラータ (Trebbiano di Macerata) 、トレッビアーノ・ディ・テラモ (Trebbiano di Teramo) 、トレッビアーノ・ドラート・ディ・テラモ (Trebbiano Dorato di Teramo, Trivolese) 、ウーヴァ・カステッラーナ (Uva Castellana) 、ウーヴァ・ダ・ウン・オッソ (Uva da un Osso) 、ウーヴァ・フェルマーナ (Uva Fermana) 、ウーヴァ・ロマーナ (Uva Romana) 、ザッポナーラ・ビアンカ (Zapponara bianca)